# سیل ۲۰۱۸ شمال ایتالیا
سیل ۲۰۱۸ شمال ایتالیا از روز یکشنبه ۲۸ اکتبر با بارش باران‌های شدید جاری شد که باعث مرگ دست کم ۱۱ نفر شده‌است.

## شرح
از روز یکشنبه ۲۸ اکتبر ۲۰۱۸ بارندگی شدید باعث جاری شدن سیل در شمال ایتالیا شد. طوفان با سرعت ۱۸۰ کیلومتر بر ساعت همراه با باران شدید در روند زندگی و رفت‌وآمد روزمره مردم اخلال ایجاد کرده‌است. در ونیز، مهمترین شهر توریستی ایتالیا آب بالا آمده‌است. در رم درخت‌های زیادی شکسته و سقوط کرده و رفت‌وآمد را مختل کرده‌است. در سراسر ایتالیا شرایط آب وهوایی بصورتی است که روز سه‌شنبه ۳۰ اکتبر ۲۰۱۸ مدارس تعطیل شده‌است.
در شمال شرقی ایتالیا ۲۳۰۰۰ نقر برق‌شان قطع شده‌است و رفت‌وآمد در جاده‌ها مختل شده‌است.

## تلفات
در این حادثه طبیعی دست‌کم ۱۱ نفر جان خود را از دست داده‌اند، در منطقه «ونتو» شکسته شدن یک درخت و سقوط آن باعث مرگ یک مرد شد، یک مأمور آتش‌نشان در منطقه «ترنتینو آلتو آدیجه» در عملیات نجات کشته شد، رانش زمین در «ترنتن» یک زن را در خانه‌اش کشت و یک مرد نیز در دریا ناپدید شد که قایق او روز دوشنبه از دریا گرفته شد.